# 昆士兰毛吻袋熊
昆士蘭毛吻袋熊（学名：Lasiorhinus krefftii），又名澳洲毛鼻袋熊，是一種袋熊。牠們於100年前廣泛分佈在新南威爾士、維多利亞州及昆士蘭，但現已只限於昆士蘭埃平森林國家公園的3平方公里範圍內。牠們是世界上最稀有的大型哺乳動物之一，現正處於極危狀況。牠們比塔斯馬尼亞袋熊稍大，且繁殖較快，每三年就可產下兩隻幼袋熊。牠們棲息在長滿野牛草的地方，並以此為食物。2000年，公園內建造了一道兩米高的保護欄，但因其數量過少，並沒有進行人工繁殖或遷徙的工作。
澳洲毛鼻袋熊在澳洲被列作瀕危，而世界自然保護聯盟則將牠們列作為極危。牠們亦受到《瀕危野生動植物種國際貿易公約》附錄一的保護。